# Amphizoa sinica
Amphizoa sinica (лат.) — вид жесткокрылых насекомых (жуков) из монотипического семейства Amphizoidae.
Водные жуки. Длина тела около 12 мм, заднегрудный отросток вдавлен, боковой край приподнят. Личинка веретенообразная и довольно плоская. Она не способна плавать и вероятно питается утонувшими насекомыми. Личинки ползают по частично погруженным в воду скалам и брёвнам, что дает им легкий доступ к поверхности для дыхания.
Известны из китайской провинции Гирин (горы Чанбайшань) и Северной Кореи.
В 2021 году вид был внесён в список национальных охраняемых животных Китая.